# Montanoa olivae
Montanoa olivae là một loài thực vật có hoa trong họ Cúc. Loài này được Sch.Bip. ex Sch.Bip. mô tả khoa học đầu tiên năm 1864.